# Абу аль-Міск Кафур
Абу аль-Міск Кафур (*أبو المسك كافور, д/н — 968) — валі Єгипту, південної Сирії та Хіджазу в 966—968 роках. Повне ім'я Абу аль-Міск Кафур аль-Лабі аль Сурі аль-Лайфі.

## Життєпис
Про його батьків немає відомостей. Походив з Нубії, дата народження невідома. У 923 році як раба (про що свідчить ім'я — Кафур) його придбав Мухаммад ібн Тугдж. Кафура зробили євнухом, згодом завдяки освіті здобув прихильність останнього й став вихователем дітей ібн Тугджа.
Уславився як військовик під час походу ібн Тугджа в Сирії 945 року, коли було завдано поразки військам Хамданідів. Після смерті Мухаммада ібн Тугджа у 946 році, Кафур разом з візиром Абу Бакром аль-Мадаром став фактичним володарем держави Іхшидів. Протистояння Кафура з аль-Мадаром призвело до послаблення позицій Іхшидів в Сирії та Палестині, чим скористалися Хамданіди.
Кафуру з візиром удалося повернути Сирію та придушити потужне повстання у Верхньому Єгипті. У 948 році Кафур зрештою зумів перебрати усю повноту влади. Для заспокоєння номінального валі Абу'л-Касім Унуджура став сплачувати 400 тис. динарів щорічно, натомість сам зайнявся справами.
Після численних війн і розгардіяшу в самому Єгипті Кафур намагався відновити економічну стабільність у країні та поповнити скарбницю. Цьому повсякчас заважали вороги, що вдиралися в межі володінь Іхшидів: нумібійці, бедуїни, кармати, фатімідські загони. У 949, 952, 955 роках змушений був боротися з проявами голоду й інфляції. При цьому намагався дотримуватися стабільності в карбуванні золотого динара та відмовився від посилення фіскальної політики. Уславився як покровитель літератури й мистецтва, зокрема поета Мутанаббі.
У 958 році за підтримки матері валі зуміли зберегти владу й не допустили до керма Абу'л-Касім Унуджура. У 961 році за наказом Кафура останнього було отруєно. Замість Унджура поставлено валі його брата Алі, владу зберіг Кафур.
У цей період становище держави погіршилося: Кафур з великими труднощами відбивав напади зовнішніх ворогів. При цьому в середині Єгипту посилилася пропаганда ісмаїлізму прихильниками Фатімідів. Зрештою Кафур сам прийняв цю віру.
У 966 році Кафур відсторонив від влади валі Алі, отримавши від аббсидського халіфа аль-Муті призначення валі Єгипту, Сирії та Хіджазу. Абу аль-Міск Кафур продовжив попередню політику. Поруч з Фустатом звів свою столицю Кафурійє, де збудував палаци, 2 мечеті, лікарню та розпланував сади.
Помер у 968 році. На той час держава перебувала в тяжкому становищі. Владу успадкував Абу'л-Фаваріс Ахмед ібн-Алі, син валі Алі.